# Vuelo 1989 de Delta Air Lines
El vuelo 1989 de Delta Air Lines era un vuelo programado regularmente que ofrecía un servicio matutino sin escalas el 11 de septiembre de 2001, desde el Aeropuerto Internacional Logan de Boston hasta el Aeropuerto Internacional de Los Ángeles en un avión Boeing 767-300ER. Este vuelo fue uno de varios vuelos considerados como posiblemente secuestrados, pero aterrizó de manera segura en el Aeropuerto Internacional Cleveland Hopkins.
Delta Air Lines todavía usa el número de vuelo 1989 en un vuelo desde su hub principal en Aeropuerto Internacional Hartsfield-Jackson de Atlanta al Aeropuerto de Guanacaste en Liberia, Costa Rica, operado por un Boeing 737-900. El avión todavía está en funcionamiento, aunque estuvo almacenado desde marzo de 2020 hasta principios de 2021, debido a la pandemia de COVID-19.

## Sospecha de secuestro
Dos aviones que partieron del aeropuerto Logan de Boston el 11 de septiembre de 2001, El Vuelo 11 de American Airlines y el Vuelo 175 de United Airlines, fueron secuestrados por terroristas como parte de los ataques del 11 de septiembre. Después de que los aviones secuestrados se estrellaron en el World Trade Center, los controladores de tráfico aéreo de Boston se dieron cuenta de que ambos aviones eran Boeing 767 que partieron del aeropuerto Logan hacia Los Ángeles. El Delta 1989 encajaba en el mismo perfil que otros vuelos secuestrados: también había salido del aeropuerto Logan hacia Los Ángeles y también era un Boeing 767. El personal del Aeropuerto de Boston notificó a la Administración Federal de Aviación (FAA) sobre sus sospechas a las 09:19 EDT (9:19 a. m.) cuando la oficina regional de la FAA en Nueva Inglaterra se comunicó con el Herndon Command Center y le pidió a Herndon que transmitiera una solicitud para que el Centro de Cleveland notificara al Delta 1989 para aumentar la seguridad de la cabina. Herndon luego ordenó a los controladores que enviaran una advertencia de cabina al Delta 1989. Boston estaba siguiendo al Delta 1989 y sin recibir ningún contacto por radio de la aeronave. De hecho, estaba en el espacio aéreo de Cleveland y en contacto con el Centro de Control de Tráfico Aéreo de Cleveland.
La FAA había leído el Delta 1989 para estar en el espacio aéreo de Cleveland y ordenó al Centro de Cleveland que vigilara al Delta 1989 como presunto secuestro. Un controlador de Cleveland pensó que escuchó "Fuera de aquí" y "Tenemos una bomba a bordo" provenientes del Delta 1989. El piloto de Delta negó cualquier intrusión en la cabina y declaró que todos a bordo estaban bien. Más tarde se confirmó que la transmisión provenía del Vuelo 93 de United Airlines, que estaba en la misma frecuencia que el Delta 1989, y más tarde se estrellaría contra un campo en Shanksville, Pensilvania, después de que los pasajeros y la tripulación se rebelaran contra los secuestradores. El Sector de Defensa Aérea del Noreste de NORAD (NEADS) se dio cuenta de la existencia del Delta 1989 justo después del accidente del Vuelo 77 de American Airlines en el Pentágono a las 09:37 cuando el Centro de Boston llamó a NEADS a las 09:41 EDT y le informó a NEADS de las sospechas con respecto al vuelo. A las 09:42 EDT, la FAA ordenó que todos los aviones en vuelo aterrizaran en el aeropuerto más cercano. NEADS envió aviones de combate desde Ohio y Míchigan para interceptar el vuelo, aunque el vuelo 1989 nunca apagó su transpondedor y NEADS nunca perdió el contacto por radar con la aeronave. NEADS, el Centro de Comando Herndon de la FAA y el Centro de Cleveland rastrearon al vuelo 1989 hasta su aterrizaje.

### Aterrizaje
Después de que los pilotos informaron sobre un pasajero rebelde del Medio Oriente y debido a la confusión y la falta de comunicación entre Boston y Cleveland, Delta ordenó al vuelo 1989 aterrizar en Cleveland. El vuelo cambió de rumbo sobre Toledo, Ohio, y aterrizó sin incidentes en Cleveland a las 09:47, unos seis minutos después de que el Centro de Boston llamara a NEADS y le informara del vuelo. La Oficina Federal de Investigaciones (FBI) y el equipo SWAT de la ciudad evacuaron el aeropuerto y mantuvieron el avión a punta de pistola en la pista durante dos horas, aunque todos los pasajeros fueron autorizados a bajar. Después de una investigación por parte de las autoridades locales y del FBI, se concluyó que no había ninguna amenaza a bordo del vuelo.

### Cronograma
Todas las horas (En el Horario del este de América del Norte) y las acciones se toman del informe y testimonio público de la Comisión Nacional de Ataques Terroristas de los Estados Unidos (Comisión del 9/11).
08:05: El vuelo 1989 de Delta partió del aeropuerto internacional Logan de Boston con destino a Los Ángeles. 
09:19: La oficina regional de Nueva Inglaterra de la FAA se puso en contacto con el Centro de Comando de Herndon sobre su sospecha de que el Delta 1989, que provenía del mismo aeropuerto que los dos aviones que chocaron contra el World Trade Center, era un posible objetivo de secuestro y le pidió a Herndon que transmitiera una solicitud. que el Centro de Cleveland notifique al Delta 1989 para aumentar la seguridad de la cabina. Herndon luego ordenó a los controladores que enviaran una advertencia de cabina a Delta 1989.
09:32: Un controlador de Cleveland pensó que escuchó "Fuera de aquí" y "Tenemos una bomba a bordo" provenientes del Delta 1989. El piloto de Delta negó cualquier intrusión en la cabina y dijo que todos a bordo estaban bien.
09:41: NORAD Northeast Air Defence Sector (NEADS) se enteró del Delta 1989 justo después del accidente del vuelo 77 de American Airlines en el Pentágono cuando el Boston Center llamó a NEADS y le dijo a NEADS sus sospechas con respecto a Delta 1989.
09:42: La FAA ordenó que todos los aviones en vuelo aterrizaran en el aeropuerto más cercano.
09:45: Se cierra el espacio aéreo de Estados Unidos. No se permite el despegue de aviones comerciales, y todos los aviones comerciales en vuelo deben aterrizar en el aeropuerto más cercano lo antes posible.
09:47: El Delta 1989 aterrizó a salvo en Cleveland, Ohio.